# 基奧雲尼·施華
基奧雲尼·艾維斯·達施華（Giovane Alves da Silva，1982年11月25日—），生於巴西聖卡塔琳娜州，巴西裔香港足球運動員，司職前鋒，2014/15年香港足球先生及兩屆港超神射手，近年首位成功在香港取得100球的球員。

## 球員生涯
基奧雲尼生於巴西聖卡塔琳娜州，於2007年7月憑其DVD獲得甲組球會晨曦聘約，而他加盟後成為陣中重心球員，更在於2008/09球季對淦源和香雪製藥、在聯賽盃對和富大埔的三場賽事分別都大演帽子戲法，使他在季尾與迪天奴同以18個聯賽入球奪得港甲神射手榮譽，惟他於球季結束後未有選擇與晨曦續約，並選擇到歐洲球會試腳而結果他未能落班後回歸巴西聯賽。
2010年1月，基奧雲尼加盟中甲球會廣東日之泉，並在首季上陣23場取得12球表現不錯，但由於當時球隊前途未明、適逢甲組班霸南華給他不俗的條件，使他重返香港加盟南華，並在2011年1月9日在對屯門的聯賽盃8強於72分鐘後備入替，首度替南華亮相即取得入球協助南華以4–1大勝晉級。
2012年7月，流浪總監李輝立於督操時透露獲得基奧雲尼口頭答應加盟，有望彌補陣中射手辛祖離隊後的空缺，結果基奧雲尼不負所托於2012/13球季成為流浪的主力射手，而他更在10月26日對橫濱FC香港的聯賽，在開賽41分鐘於中圈笠射右上角破網，協助流浪以4–2勝出，而事後更被基奧雲尼稱為生涯最深刻的入球，可惜季尾球會總監李輝立仍覺得基奧雲尼跟球會風格不合沒有邀請其留隊。
2013年5月，基奧雲尼獲邀加盟東方作為球會重返甲組後的重要組軍球員，並在2014年12月14日對前球會標準流浪的賽事，一箭定江山取得在港的第100球，而他在賽後即獲東方頒發紀念獎座，隨後他隨東方參與新組成的港超聯並在四月和十二月當選聯賽最有價值球員，而他在球季結束後的香港足球明星選舉再度獲選最佳十一人、以17個聯賽入球成為首屆聯賽神射手，並首度榮膺本地球壇最高榮譽的香港足球先生，可是他在2015/16球季初遭遇入球荒，直到在2015年12月13日作客元朗的聯賽才取得入球，其後他在4月22日他於作客南華的聯賽獲正選機會，即梅開二度協助東方以2–1勝出奪得來港後的首個聯賽冠軍，結果他在季後以10球衛冕聯賽神射手並獲選最佳十一人。
隨着東方在2016/17球季獲西班牙籍前鋒洛迪古斯加盟，使基奧雲尼在他加盟後多居後備，最終於2016年10月15日作客冠忠南區的聯賽取得當季首個入球，結果他與東方完約後雖然他獲球會開出加薪至逾10萬元另加簽字費，亦無阻他以六位數月薪加盟由中超球會廣州富力出資及組建的港超聯球會R&F富力，並於11月5日在主場對夢想FC的聯賽，取得加盟後的首個入球，協助富力最終以2–1勝出。
2023年8月，基奧雲尼重回香港，加盟標準流浪。他於2024年1月6日離開標準流浪。

## 國際賽生涯
2018年1月，基奧雲尼在香港連續居住滿7年後向有入境處交入籍香港所需的文件。同年9月26日獲發香港特區護照，並入選香港隊初選名單。
2019年12月，他入選香港代表隊，出戰2019年東亞足球錦標賽。

## 家庭生活
基奧雲尼於15歲已信奉基督教，惟他在2004年因為心臟問題需要暫別球場5個月，那時醫生都告訴他可能從此不能踢足球，不過信奉基督教的他則將生命託付上帝，在病床上翻閱整本聖經五遍，結果他毋須接受手術和心跳回復正常，而醫生經過十多遍測試也找不到原因，這使每當基奧雲尼入球後慶祝動作始終如一，雙手指天感謝主。

## 國際賽事紀錄
- 僅列出國際A級比賽

| 上陣次數 | 時間           | 地點                    | 對手       | 比數 | 賽事性質                 | 入球(累計) |
| -------- | -------------- | ----------------------- | ---------- | ---- | ------------------------ | ---------- |
| 1        | 2018年10月11日 | 香港 旺角大球場         | 泰國       | 0–1  | 國際友誼賽               | 0 (0)      |
| 2        | 2018年10月16日 | 印尼 威巴瓦穆蒂運動場   | 印度尼西亞 | 1–1  | 國際友誼賽               | 0 (0)      |
| 3        | 2019年11月14日 | 香港 香港大球場         | 巴林       | 0–0  | 2022年世界盃亞洲區外圍賽 | 0 (0)      |
| 4        | 2019年11月19日 | 香港 香港大球場         | 柬埔寨     | 2–0  | 2022年世界盃亞洲區外圍賽 | 0 (0)      |
| 5        | 2019年12月11日 | 南韓 釜山亞運會主競技場 |            | 0–2  | 2019年東亞足球錦標賽     | 0 (0)      |
| 6        | 2019年12月18日 | 南韓 釜山亞運會主競技場 | 中國       | 0–2  | 2019年東亞足球錦標賽     | 0 (0)      |

## 榮譽
東方龍獅
- 香港高級組銀牌冠軍（2014–15、2015–16季度）
- 香港足總盃冠軍（2013–14季度）
- 香港社區盃冠軍（2016年）
- 香港超級聯賽冠軍（2015–16季度）

港聯
- 香港賀歲盃冠軍（2008、2018年）

個人
- 香港甲組足球聯賽 神射手（2008–09季度）
- 香港聯賽盃 最佳射手（2007–08、2008–09季度）
- 香港足總盃 最佳射手（2007–08季度）
- 香港足球先生（2014–15季度）
- 香港超級聯賽 神射手（2014–15、2015–16季度）
- 香港超級聯賽 十二月最有價值球員（2014–15季度）
- 香港超級聯賽 四月最有價值球員（2014–15季度）
- 香港超級聯賽 一月最有價值球員（2015–16季度）
- 香港足球明星選舉 最佳十一人（2008–09、2009–10、2015–16、2016–17季度）

## 外部連結
- 香港足球總會網頁球員註冊資料 （页面存档备份，存于）